# Шатијон сир Шаларон
Шатијон сир Шаларон (фр. Châtillon-sur-Chalaronne) је насељено место у Француској у региону Рона-Алпи, у департману Ен (Рона-Алпи).
По подацима из 2011. године у општини је живело 4940 становника, а густина насељености је износила 276,6 становника/km².

## Демографија
| 1962. | 1968. | 1975. | 1982. | 1990. | 2011. |
| ----- | ----- | ----- | ----- | ----- | ----- |
| 2.608 | 2.678 | 3.241 | 3.518 | 3.786 | 4.940 |